# Goßmannsrod
Goßmannsrod ist ein Ortsteil  der Gemeinde Veilsdorf im Landkreis Hildburghausen in Thüringen.

## Lage
Goßmannsrod liegt an der Ostabdachung des Hildburghäuser Waldes zwischen Veilsdorf und Brünn an der Landesstraße 1136 im kupierten ländlichen Raum. Zwei Zuflüsschen der Werra berühren das Dorf, die Brünna und Weißa.

## Geschichte
1340 wurde das Dorf erstmals urkundlich erwähnt.
395 Einwohner lebten 2012 im Ort.
Der Seerosenteich im Weißagrund und die terrassenförmige Hangwiesen sind sehenswert.